# Vladimir Bernstein
Vladimir Bernstein, auch Vladimiro Bernstein, (* 13. Juli 1900 in Sankt Petersburg; † 23. Januar 1936 in Mailand) war ein russischstämmiger italienischer Mathematiker, der sich mit Analysis befasste.

## Leben
Bernstein kam 1919 über Finnland und England nach Frankreich, wo er an der Sorbonne Mathematik studierte. Er lehrte an der Universität Genf und kam 1931 nach Italien, wo er an der Universität Mailand lehrte. Er starb an den Folgen einer Verletzung, die er sich auf seiner Flucht aus Russland zuzog.
Er befasste sich mit ganzen Funktionen und Dirichletreihen.
1935 erhielt er den Mathematik-Preis der Accademia dei XL.

## Schriften
- Leçons sur les progrès récents de la théorie des séries de Dirichlet professées au Collège de France, Paris: Gauthier-Villars 1933 (Vorwort Jacques Hadamard)
- Stato attuale della teoria delle trascendenti intere, Rendiconti del Seminario Matematico e Fisico di Milano, Band 8, 1934, Heft 1, 105–126
- Sulla crescenza delle trascendenti intere d’ordine finito, Rom, Reale Accademia d´Italia,  Memorie della classe di scienze fisiche, matematiche e naturali, 1933